# Служба на ООН по наркотиците и престъпността
Службата на ООН по наркотиците и престъпността (СНПООН), (други: Службата за борба срещу наркотиците и престъпността на ООН (UNODC), Бюрото на ООН за мониторинг на престъпленията и наркотиците) е създадена през 1997 г. като Служба за контрол на наркотиците и превенция на престъпността, която обединява Международната програма за контрол на наркотиците към ООН (UNDCP) и Отдела по превенция на престъпността и наказателно правосъдие към бюрото на ООН във Виена. Член е на Групата за развитие към ООН, а през 2002 г. получава сегашното си име.

## История

### Организационна структура
За агенцията работят около 1.500 души в цял свят. Седалището ѝ е във Виена, Австрия. Има 21 местни служби и две бюра за връзка в Брюксел и Ню Йорк. Агенцията се ръководи от Изпълнителен директор, избран от генералния секретар на ООН. Понастоящем това е Юри Федотов, бивш руски посланик във Великобритания. След назначаването му през 2010 г. Федотов наследява Антонио Мариа Коста в това си качество, а също и като генерален директор на бюрото на ООН във Виена.
Дългосрочните цели са подобряване готовността на правителствата да се справят с проблемите, свързани с наркотици, престъпления, тероризъм и корупция, а също и повишаване в най-висока степен информираността по споменатите въпроси на общественото мнение, на глобално, национално и общностно равнище.
Близо 90% от финансирането на Службата идва от доброволни вноски, главно от страна на правителствата.
Службата също включва секретариата на Междунарония съвет за контрол на наркотиците.

#### Цели и функции
СНПООН е създадена в помощ на ООН с цел по-добро осъществяване на координиран, всеобхватен отговор на взаимосвързаните въпроси относно незаконния трафик и злоупотребата с наркотици, превенцията на престъпността и наказателното правосъдие, международния тероризъм, и политическа корупция. Тези цели се осъществяват чрез разследване, ръководене и подкрепа на правителствата при приемане и прилагане на различни конвенции, договори и протоколи, свързани с престъпността, наркотичните средства, тероризма и корупцията, както и техническото/финансовото съдействие към тези правителства при изправянето им пред съответните ситуации и предизвикателства в тези сфери.
Основните теми, с които се занимава службата са: алтернативно развитие, корупция, криминално правосъдие, реформи в затворническата система и предотвратяване на престъпността, превенция на наркотични средства, лечение и грижа, ХИВ/СПИН, трафик на хора и емигранти, изпиране на пари, организирана престъпност, пиратство, предотвратяване на тероризма.

#### Световен доклад за наркотичните вещества
Световният доклад за наркотичните вещества е годишна публикация, която представя подробна оценка на глобалния проблем по отношение на наркотиците и дава детайлна информация за ситуацията със забранените вещества. Докладът прави оценка и дава информация за тенденциите в развитието на световните пазари на забранени опиати, трафика и употребата на опиум/хероин, кока/кокаин, канабис и амфетамини. Той се базира на данни и оценки, които са събрани или изготвени от правителствата, СНПООН и други международни институции, и усилията му са насочени в идентифициране на тенденциите в развитието на тези глобални пазари.
Чрез Световния доклад за наркотичните вещества СНПООН има за цел да подобри разбирането на държавите членки за глобалните тенденции при забранените наркотици и да повиши тяхната информираност за нуждата от по-систематично събиране и отчитане на данни, свързани с незаконните наркотици.

### Договори
Конвенциите на ООН и техните съответни Протоколи подкрепят всички оперативни дейности на СНПООН.
Договори, свързани с престъпността
Конвенция на ООН срещу Транснационалната организирана престъпност и прилежащи Протоколи.
Конвенцията на ООН срещу Транснационалната организирана престъпност е правно-обвързващият инструмент, който влиза в сила на 29 септември 2003 г. и чрез който държавите членки поемат ангажимент да предприемат серия от мерки срещу транснационалната организирана престъпност. Държави, които ратифицират Конвенцията са задължени да предприемат серия от мерки срещу транснационалната организирана престъпност, включително и срещу създаването на вътрешни криминални престъпления; приемането на нови, широко-обхватни рамки за взаимна правна помощ, екстрадиция, сътрудничеството в областта на правоприлагането и техническа помощ и обучение. Конвенцията е важен етап в борбата с транснационалната престъпност, която признава сериозността на проблема, а също и в разбирането от страна на държавите членки относно значението на общите мерки. Тя се допълва от три различни протоколи:
- Протокол за предотвратяване, противодействие и наказване на трафика на хора, особено на жени и деца;

Протоколът за предотвратяване, противодействие и наказване на трафика с хора, особено жени и деца има за цел да улесни сближаването на националните подходи по отношение установяване на вътрешни криминални престъпления, които биха подкрепили ефективно международно сътрудничество в разследването на случаи на трафика на хора. Друга цел на протокола е да защити жертвите на трафика на хора с пълно зачитане на човешките им права.
- Протокол срещу нелегалния трафик на мигранти по суша, море и въздух;

Протоколът срещу нелегалния трафик на емигранти по суша, море и въздух се занимава с влошаващия се проблем на организираните престъпни групи за контрабанда на хора. Целта на протокола е борбата и предотвратяването на транснационалната контрабанда, както и насърчаването на съвместни мерки за засилване защита на жертвите.
- Протокол срещу незаконното производство и трафик с огнестрелни оръжия, техни части и компоненти и боеприпаси;

Протокола срещу незаконното производство и трафик с огнестрелни оръжия, техни части и компоненти и боеприпаси беше приет, за да се предотврати и да се подсигури сътрудничество срещу незаконното производство и трафик на огнестрелни оръжия, техни части и компоненти и боеприпаси. С приемането на протокола, държавите членки се ангажират да възприемат като вътрешни престъпления незаконното производство, предоставянето на правителствено лицензиране на боеприпаси, както и следенето на боеприпаси.

#### Конвенция на ООН срещу корупцията
В своята Резолюция 55/61, Общото събрание приема, че е желателно да има един ефективен международен правен инструмент срещу корупцията, независимо от Конвенцията на ООН срещу транснационалната организирана престъпност. Текстът на Конвенцията е договорен по време на седем сесии, проведени между 21 януари 2002 и 1 октомври 2003 г. Конвенцията е приета от Общото събрание на 31 октомври 2003 година. През 2003 г. ООН приема Конвенцията на ООН срещу корупцията (UNCAC). Влиза в сила през декември 2005 г. От 9 ноември 2012 г. тя е подписана от 140 държави и ратифицирана от 164 страни. СНПООН служи като секретариат на Конференцията на страните-членки към Конвенцията на ООН срещу корупцията.
Агенцията, като пазител на Конвенцията, също е един от основните инициатори на създаването на Международната академия за борба с корупцията (IACA), чиято основна функция е наред с всичко останало да се улесни по-ефективното прилагане на Конвенцията.

#### Договори за наркотичните вещества
Има три, свързани с наркотиците, договори, които направляват съответните програми на СНПООН. Това са: Единната конвенция по упойващите вещества от 1961 г., изменена с Протокола от 1972 г.; Конвенцията за психотропните вещества от 1971 г. и Конвенцията на ООН за борба срещу незаконния трафик на упойващи и психотропни вещества от 1988 г. Тези три основни международни споразумения за контрол на наркотиците са взаимно подкрепящи се и допълващи се. Важна цел на първите два договора е да кодифицира международно приложими мерки за контрол, с цел да се осигури наличие на наркотични и психотропни вещества за медицински и научни цели, както и за предотвратяване на отклоняването им в незаконни канали. Те също така включват общи разпоредби за трафика и злоупотребата с наркотици.

### Кампании
СНПООН стартира кампании за повишаване на информираността за проблемите на наркотиците и престъпността. На 26 юни всяка година, агенцията отбелязва Международния ден за борба с употребата на наркотици и нелегалния трафик. На 9 декември всяка година се отбелязва и Международния ден за борба с корупцията.
- „Наркотиците контролират ли живота ти“? – Международна кампания срещу наркотиците;

Службата на ООН по наркотиците и престъпността стартира тази международна кампания, за да повиши осведомеността за основните предизвикателства, които забранените вещества представляват за обществото и особено за младите хора. Целта на кампанията е да активизира подкрепа и да вдъхнови хората да действат срещу употребата и трафика с наркотици. Кампанията насърчава младите хора да поставят здравето си на първо място и да не взимат наркотици.
- „Вашето „не“ се брои“ – Международна кампания срещу корупцията;

Службата на ООН по наркотиците и престъпността се обедини с Програмата за развитие на ООН, за да проведат тази кампания като фокусът е върху това как корупцията възпрепятства усилията за постигане на международно приетите Цели на хилядолетието за развитие, как подкопава демокрацията и закона и води до нарушаване на човешките права, разстройва пазарите, руши качеството на живот и позволява на организираната престъпност, тероризма и други заплахи за сигурността на хората да процъфтяват.
- „Помисли за СПИН“ – Световна кампания против СПИН;

Млади хора на възраст между 15 и 24 се приемат за около 40% от новите възрастни с (15+) ХИВ инфекции в световен мащаб. В някои части на света и в някои изолирани суб-групи, най-разпространеното заразяване с ХИВ на тези млади хора е опасното инжектиране с наркотици и рискови сексуални контакти. И тъй като младите хора са склонни по-често да употребяват наркотици СНПООН насочва своята кампания към тези хора за да повиши тяхната информираност за употребата на наркотици и в тази връзка разпространението на ХИВ и СПИН. Мотото: „Помисли преди да започнеш....Преди да стреляш....Преди да споделиш“ е използвано, за да провокира младите да се замислят за последиците от използване на наркотици и в частност инжектиране на наркотици.

#### Кампания „Синьо сърце“ срещу трафика на хора
Тази кампания има за цел да насърчи ангажираността и действията за спиране на трафика на хора. Кампанията също така позволява на хората да покажат солидарност с жертвите на трафика, като носят Синьо сърце. Използването на син цвят на ООН показва ангажимента на Организацията на обединените нации за борба с тази престъпност.

## Критики
През 2007 г. петте най-големи донори към бюджета на СНПООН в низходящ ред са: Европейски съюз, Канада и САЩ, самата ООН и Швеция. Швеция и САЩ са привърженици на политиката на нулева толерантност към наркотиците. Според транснационалния институт, това обяснява защо СНПООН не е насърчила политиките за намаляване на вредите, като например обмен на игли и хероиново асистирано лечение (това, въпреки действията на органите на ООН (напр. СЗО и UNAIDS), които подкрепят тези политики). СНПООН насърчава други методи за превенция на употребата на наркотици, лечение и грижи, които смята за „основа на научни доказателства и на етичните стандарти“. Агенцията е критикувана от правозащитни организации като Амнести интернешънъл за това, че не поощрява включването на спазване на международните стандарти за човешки права в рамките на проекта си в Иран. Амнести посочва, че в Иран има „сериозни опасения относно несправедливи съдебни процеси и екзекуции на предполагаеми извършители на престъпления с наркотици в страната“.

## Полемики
- Иранският вицепрезидент направи някои спорни забележки по време на речта си на конференция на агенцията[16] в Техеран. През юни 2012 г. Мохамад Реза Рахими направи следното изказване;[17]

„Ислямска република Иран ще плати на всеки, който проучи и открие поне един ционист, който е пристрастен. Те не съществуват“, казва той. „Това е доказателство за тяхното участие в търговията с наркотици.“
След това започва да обвинява Талмуда, ключов еврейски религиозен текст, за увеличаването на незаконните наркотици по целия свят и казва, че този текст учи да „унищожи всеки, който се противопоставя на евреите.“
- Рахими е порицан за тази полемични, а за много хора и напълно неприемливи, забележки;

Катрин Аштън, шеф на Чуждестранна политика към ЕС, нарича тези бележки „неприемливи“ и потвърждава, че ЕС е „напълно отдаден в борбата срещу расизма и антисемитизма“. Аштън казва, че „Върховният представител е дълбоко разстроен от расистки и антисемитски изявления, направени от иранския първи вицепрезидент Мохамед Реза Рахими в Международен ден на ООН срещу злоупотребата с наркотици."
- Секретарят на ООН Бан Ки-мун прави изказване, че той „в много случаи е призовавал иранските власти да се въздържат от подобни антисемитски изявления ... [и] счита, че е отговорност на ръководителите да насърчат хармонията и разбирателството и той дълбоко съжалява за изразите на омраза и религиозна нетолерантност“."[20]
- Министърът за Близкия изток във Великобритания Алистър Бърт каза: „Ние осъждаме напълно неоснователните коментари от иранския вицепрезидент Рахими за Талмуда и еврейската вяра, направени по време на събитието на ООН в Техеран тази седмица. Расизма и антисемитизма са неприемливи при всякакви обстоятелства, да не говорим по време на събитие на Организацията на обединените нации. Призоваваме Иран да коригира това скандално изявление, както и да гарантира, че официалните му лица ще уважават правилните международни норми и стандарти в бъдеще“.[21]
- Израелския външен министър Авигдор Либерман казва, че: „Израел няма да позволи нито един евреин да бъде наранен“.[17]